# I. Sulmánu-asarídu

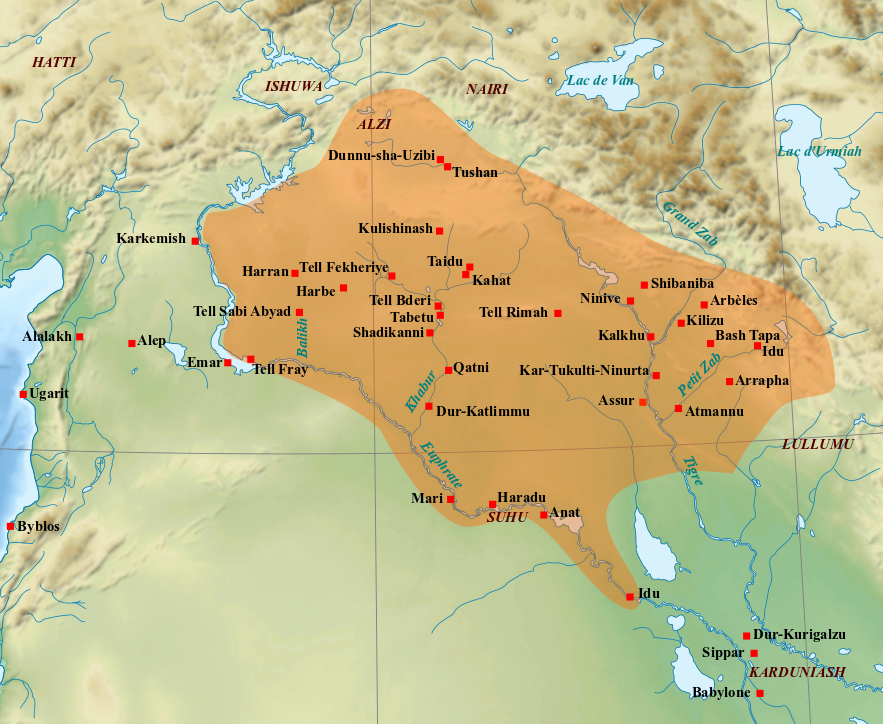
Asszíria i. e. 1270 körül

I. Sulmánu-asarídu (uralkodott – a középső kronológia szerint – i. e. 1274 – i. e. 1245) a Középasszír Birodalom egyik jelentős uralkodója volt, aki apja, I. Adad-nirári nyomdokain járva folytatta a feltartóztathatlannak tűnő terjeszkedést.
Sulmánu-asarídu elsősorban észak felé, a Hettita Birodalom ellen vezetett hadjáratokat, amelyet megkönnyített Mitanni végleges bukása és bekebelezése, Vaszasatta és II. Sattuara legyőzése. Az Eufrátesz partján, Nihrijánál jelentős győzelmet aratott felettük. Ezek kapcsán az ő felirataiban bukkant fel a későbbi Urartura utaló Uruatri név, amely talán a Mitanniból menekülő, a hurri holokausztot túlélő hurrik területe.
Sulmánu-asarídu idején Mitanni legyőzésével Asszíria már Karkemisig terjeszkedett. Ez azzal fenyegetett a hettiták felé, hogy Anatóliát elzárja Szíriától, sőt kelet-anatóliai területekre is bármikor betörhet. Sulmánu-asarídu trónra lépése idején zajlott le a kádesi csata Egyiptom és Hatti között a Szíria feletti hegemóniáért, Asszíria kihasználta, hogy a névleges gyámságot gyakorló Hatti épp nem avatkozhatott közbe az egyiptomi konfliktus miatt, és birodalmához csatolta Nyugat-Mezopotámiát. Mitanni eleste és asszír kézre kerülése hathatós segítséget nyújtott a két birodalom számára ahhoz, hogy békét kössenek egymással, a Karkemisnél állomásozó asszírok Hatti utánpótlási vonalait veszélyeztették. Asszíria ettől kezdve mindkét fél érdekeit sértette, és felzárkózott a nagyhatalmak közé. Az asszír kereskedőket mindenhová követte az asszír hadsereg is, ezért Egyiptom és Hatti az asszír külkereskedelem megbénításával próbálkozott, de ez nem járt sikerrel.
Nevéhez fűződik az asszír deportálások megkezdése – amely szokást Hattiból és Mitanniból egyaránt átvehette –, amelyek a hadakozó birodalom munkaerőigényét elégítették ki, segítettek a földek feltörésében és elszigetelték egymástól a leigázott népek csoportjait, meggyorsítva azok integrációját. Továbbá az ő hadjáratain jelent meg a pszichológiai hadviselés eszközeként alkalmazott látványos, brutális kegyetlenség (tömegmészárlások, megnyúzott vezetők bőrének városfalra szegezése stb.) a legyőzöttekkel szemben.
Sulmánu-asarídu az asszír vallás megújításában is nagy szerepet játszott. Enlil földi helytartója, Assur város és az istenek kormányzója, Inanna kedvence a saját feliratai szerint. Az ősi kultuszok újjáélesztésével párhuzamosan felújította Assur legrégebbi templomát, az Éhurszag-kurkurrát, amely Asszíria mindenek feletti hatalmát jelképezte.
Sulmánu-asarídu fia, I. Tukulti-Ninurta apja méltó örököse volt, nevéhez szintén nagy hódítások fűződnek.